# Karlo Štajner
Karlo Štajner, hrvaški publicist avstrijskega rodu, * 15. januar 1902, Dunaj, Avstro-Ogrska, † 1. marec 1992, Zagreb, Hrvaška.

## Življenjepis
Med 1. svetovno vojno je ostal brez očeta. Jeseni 1916 se je v dunajski tiskarni Wahriger Citron & Co pričel učiti za tiskarja. Že kot tiskarski vajenec je postal član Komunistične mladine Avstrije, kasneje pa so ga izvolili za člana Centralnega komiteja avstrijske komunistične mladine. Po prepovedi delovanja Komunistične partije Jugoslavije in Zveze komunistične mladine Jugoslavije so ga kot predstavnika komunistične mladine internacionale poslali v Kraljevino Srbov, Hrvatov in Slovencev pomagat pri organiziranju ilegalne Zveze komunistične mladine Jugoslavije. V Zagreb je prišel 3. januarja 1922 in tam delal do leta 1931. Ko je policija odkrila ilegalno tiskarno, ki jo je vodil, se je vrnil na Dunaj, od tam pa je odpotoval v Pariz, kjer je deloval med jugoslovanskimi emigranti. Po enoletnem bivanju v Parizu ga je francoska policija kot nezaželenega tujca izgnala iz Francije. Vrnil se je na Dunaj, kjer je organiziral ilegalno tiskarno v kateri so tiskali literaturo in ponarejene osebne dokumente za komunistične partije, ki so delovale na Balkanu. Na Dunaju ga je ponovno aretirala avstrijska policija in izgnala iz Avstrije. Odšel je v Zagreb. Štajner je med bivanjem v Zagrebu postal jugoslovanski državljan. Predstavnik Kominterne Georgi Dimitrov ga je iz Zagreba poslal v Berlin z nalogo, da z manjšo skupino komunistov pripravi Komunistično partijo Nemčije na ilegalno delo, saj so pričakoval, da bo Hitler prevzel oblast. Leta 1932 je odšel v Moskvo, kjer je prevzel delo direktorja založniško-tiskarskega podjetja Kominterne. To delo je opravljal do 4. novembra 1936, ko ga je aretiral NKVD. Na montiranem procesu je bil obdolžen, da je agent gestapa. Vojaško sodišče ga je junija 1937 obsodilo na 10 let zapora. Zaporno kazen je preživlja v Gulagih po Sibiriji. Leta 1943 je bil ponovno obsojen na dodatnih 10 let zapora ter po prestani kazni na dosmrtno izgnanstvo v Sibirijo in odvzemom državljanskih pravic. Iz zadnjega delavnega taborišča pri kraju Bratsk ob istoimenskem jezeru je bil izpuščen 22. septembra 1953. Od tega dne dalje je v raznih krajih Sibirije živel v izgnanstvu. Po ureditvi odnosov med Sovjetsko zvezo in Jugoslavijo je sovjetsko vrhovno sodišče leta 1956 obnovilo proces proti Štajnerju in ugotovilo, da je bilo prvo sojenje izmišljeno in da ni bilo razlogov za aretacijo in obsodbo ter ga na podlagi teh dejstev osvobodilo in rehabilitiralo. 
Leta 1936 se je v Moskvi poročil z Rusinjo Sonjo Jefimovno, ki ga je čakala, ga spodbujala in kot izgnanca iskala po daljni Sibiriji, ga končno našla ter od 5. maja 1955 z njim v Maklakovu živela v izgnanstvu. Po rehabilitaciji se je z ženo vrnil V Zagreb, kjer je živel in delal do smrti.
Knjiga 7000 dni v Sibiriji je bila v Jugoslaviji izbrana za najboljšo knjigo leta 1972, Štajner je zanjo prejel nagrado »Ivan Goran Kovačić«, hkrati pa je bila po številu izdaj ter prodanih izvodov na enem od vodilnih mest jugoslovanske publicistike.

## Izbrana bibliografija
- 7000 dni v Sibiriji (COBISS)
- Vrnitev iz gulaga (COBISS)
- Ruka iz groba (COBISS) (v srbohrvaščini)